# Ком Омбо
Ком Омбо (арап. كوم أمبو - „ком“ значи мало брдо; коп. ⲉⲙⲃⲱ Embo) је град на обали Нила у Горњем Египту, неких 40 километара северно од Асуана и 150 километара јужно од Луксора. Насеље са око 70.000 становника налази се на источној обали Нила, попут већине насеља Горњег Египта. 
Околина Ком Омба се користи за пољопривреду, посебно за узгајање шећерне трске због које у граду постоји шећерана. Око 8 километара јужно од града налази се село Дарав, у коме је највећа египатска пијаца камила и остаци староегипатског двоструког храма.